# Cryphia trapezoidalis
Cryphia trapezoidalis là một loài bướm đêm trong họ Noctuidae.